# Sawodoukowsk
Sawodoukowsk (russisch Заводоуко́вск, wiss. Transliteration Zavodoukovsk) ist eine russische Stadt im westsibirischen Oblast Tjumen mit 25.647 Einwohnern (Stand 14. Oktober 2010).

## Geographie

Sankt-Georgs-Kirche

Sawodoukowsk liegt etwa 100 km südöstlich der Gebietshauptstadt Tjumen am Fluss Bolschoi Uk, dem „Großen Uk“, welcher ein Nebenfluss des Tobol ist, sowie an der Strecke der Transsibirischen Eisenbahn am Kilometer 2236. Die nächstgelegene Stadt ist Jalutorowsk, gut 20 km nordwestlich hiervon entfernt.

## Geschichte
Erstmals erwähnt wurde Sawodoukowsk 1729 als Dorf Ukowskaja (Уковская), dessen Name vom Fluss Uk abstammt. 1787 erfolgte die Umbenennung in Sawodoukowskoje (Заводоуковское), wobei der Zusatz sawod für „Fabrik“ steht und an den ersten Industriebetrieb des Ortes erinnert – die im 18. Jahrhundert in Betrieb gewesene Brennerei.
Anfang des 20. Jahrhunderts wurde der Ort nach dem Bau des Transsib-Abschnittes Tjumen–Omsk Stationssiedlung. 1960 wurde diese zur Stadt erklärt und gleichzeitig wurde ihr der heutige Namen verliehen.

### Bevölkerungsentwicklung
| Jahr | Einwohner |
| ---- | --------- |
| 1959 | 8.673     |
| 1970 | 17.461    |
| 1979 | 21.450    |
| 1989 | 25.827    |
| 2002 | 25.674    |
| 2010 | 25.647    |

Anmerkung: Volkszählungsdaten

## Wirtschaft
Sawodouwsk ist ein Zentrum der Agrarmaschinen- und Textilindustrie.

## Söhne und Töchter der Stadt
- Fjodor Muchin (1878–1919), Revolutionär
- Anastassija Sagoruiko (* 1988), Biathletin
- Jewgeni Bojarskich (* 1989), Biathlet[2]
- Michail Bojarskich (* 1989), Biathlet[3]